# Peter Rösch (Bürgerrechtler)

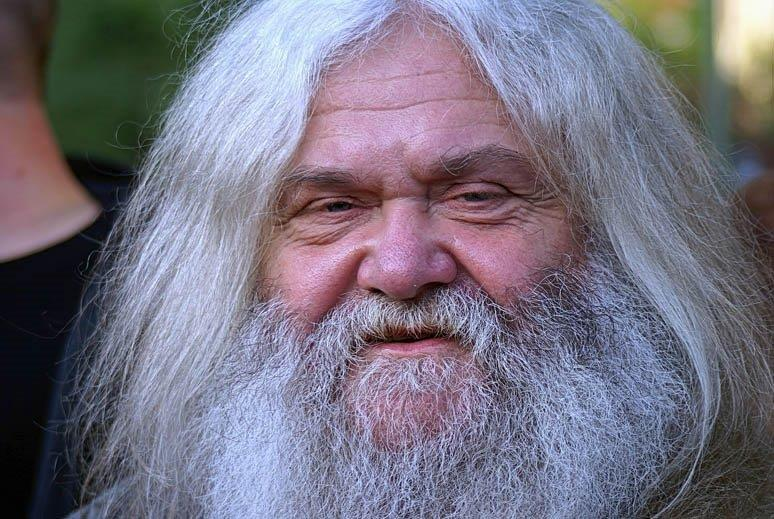
Peter Rösch, Foto: Frank Ebert (Robert-Havemann-Gesellschaft)

Peter Rösch (* 15. Oktober 1953 in Jena; † 17. Mai 2017 in Berlin) war ein DDR-Bürgerrechtler.

## Leben
Rösch wuchs in Jena auf und erlernte den Beruf eines Feinmechanikers und war als solcher in der Forschungswerkstatt des Bereiches Medizin der Friedrich-Schiller-Universität Jena tätig. Er trampte zu vielen Rock- und Blueskonzerten und bekam von seinen Freunden den Spitznamen „Blase“. Aus politischen Gründen wurde ihm die Teilnahme an einer Abiturausbildung verwehrt.
Maßgeblich war er in den Jahren 1973 bis 1982 an Aktionen und DDR-weiten Vernetzungen der „Offenen Arbeit“ der Jungen Gemeinde Jena-Stadtmitte beteiligt. Mehrfach wurde ihm der Personalausweis entzogen.
1976 beteiligte er sich am Protest Jenaer Oppositioneller gegen die Ausbürgerung des Liedermachers Wolf Biermann und wurde verhaftet und verhört. Das MfS führte danach gegen ihn und weiter Aktive der Jungen Gemeinde Jena-Stadtmitte den Operativen Vorgang „Qualle“. In den Jahren 1978 bis 1979 war der Waffendienstverweigerer als Bausoldat einberufen worden und in den letzten zwei Monaten im Arrest einer Bautzener Kaserne in Einzelhaft.
Nachhaltig prägte der Tod seines Freundes Matthias Domaschk bei der Stasi sein Leben. Am 10. April 1981 war er mit Domaschk unterwegs zu einer Geburtstagsfeier nach Ost-Berlin. Am gleichen Wochenende fand der X. Parteitag der SED statt. Rösch und Domaschk wurden verhaftet und in die Stasi-Untersuchungshaftanstalt in Gera verbracht. Domaschk verstarb hier unter bis heute ungeklärten Umständen.
1982 emigrierte Peter Rösch nach West-Berlin und arbeitete dort seit 1983 im Deutschen Technikmuseum als Restaurator, später auch als Personalrat. Er unternahm Vortragsreisen zum Thema „Friedens- und Oppositionsgruppen in der DDR“ durch die Bundesrepublik, die Niederlande und Dänemark und wirkte in der Arbeitsgruppe „Berlin- und Deutschlandpolitik“ der Alternativen Liste mit. Er unterstützte gemeinsam mit Jürgen Fuchs und Roland Jahn aktiv die Oppositionsbewegung in der DDR und versorgte sie mit Informationen, Büchern und drucktechnischen Materialien.
Nach der Friedlichen Revolution zog er 1992 in den Ostteil der Stadt und gründete das Bürgerkomitee „15. Januar“ zur Auflösung des Ministeriums für Staatssicherheit sowie die Geschichtswerkstatt Jena mit. In den Jahren 1992 bis 2002 war er Redakteur der Aufarbeitungs-Zeitschrift Horch und Guck.